# Santhia (underdistrikt i Bangladesh)
Santhia är ett underdistrikt i Bangladesh. Det ligger i den centrala delen av landet, 100 km väster om huvudstaden Dhaka.
Trakten runt Santhia består till största delen av jordbruksmark. Runt Santhia är det mycket tätbefolkat, med 1 573 invånare per kvadratkilometer.